# Kayla Dayová
Kayla Dayová, nepřechýleně Kayla Day, (* 28. září 1999 Santa Barbara) je americká profesionální tenistka.
Ve své dosavadní kariéře na okruhu WTA Tour nevyhrála žádný turnaj ve dvouhře ani ve čtyřhře. V rámci okruhu ITF získala pět titulů ve dvouhře a dva ve čtyřhře. Na žebříčku WTA byla ve dvouhře nejvýše klasifikována v říjnu 2023 na 86. místě a ve čtyřhře pak v lednu 2018 na 133. místě.

## Tenisová kariéra
Na US Open 2016 triumfuovala v juniorské dvouhře a ze soutěže juniorských čtyřher odešla poražena z finálového souboje po boku Caroline Dolehideové, přestože měly v závěru utkání dva mečboly. Ve stejném roce debutovala díky divoké kartě také v hlavní ženské soutěži, kde ji ve druhém kole porazila osmá nasazená Madison Keysová.
V hlavní soutěži na okruhu WTA debutovala v srpnu 2016 na Connecticut Open v New Havenu, když do hlavní soutěže nastoupila jako šťastná poražená. V prvním kole nestačila na Anu Konjuhovou. První sérii výher zaznamenala na BNP Paribas Open 2017, kde ji ve třetím kole zastavila Garbiñe Muguruzaová z první desítky žebříčku WTA ve třech setech.
V ženském singlu French Open 2023 se poprvé na grandslamu probojovala do třetího kola, když po úspěšné tříkolové kvalifikaci zvítězila nad Francouzkou Kristinou Mladenovicovou a dvacátou nasazenou krajankou Madison Keysovou, které tak oplatila porážku z roku 2017. Po tomto úspěchu má Kayla Dayová zaručené zlepšení svého doposud nejlepšího postavení na světovém žebříčku.

## Soukromý život
Tenis začala hrát tenis v sedmi letech. Její matka Dana Day pochází z České republiky, a sice z Prahy. Podle vlastního vyjádření mluví plynně česky a vlastní český pas.

## Tituly na okruhu ITF
| Dotace turnajů okruhu ITF |
| ------------------------- |
| $100,000 tournaments      |
| $80,000 tournaments       |
| $60,000 tournaments       |
| $25,000 tournaments       |

### Dvouhra (5 titulů)
| č. | datum         | turnaj                                 | povrch | poražená soupeřka    | výsledek      |
| -- | ------------- | -------------------------------------- | ------ | -------------------- | ------------- |
| 1. | říjen 2016    | Macon, Spojené státy americké          | tvrdý  | Danielle Collinsová  | 6–1, 6–3      |
| 2. | květen 2022   | Naples, Spojené státy americké         | antuka | Ana Sofía Sánchezová | 6–1, 6–1      |
| 3. | říjen 2022    | Redding, Spojené státy americké        | tvrdý  | Jamie Loebová        | 6–3, 6–4      |
| 4. | květen 2023   | Bonita Springs, Spojené státy americké | antuka | Ann Liová            | 6–2, 6–2      |
| 5. | červenec 2023 | Granby, Kanada                         | tvrdý  | Katherine Sebovová   | 6–4, 2–6, 7–5 |

### Čtyřhra (2 tituly)
| č. | datum     | turnaj                                  | povrch | spoluhráčka          | poražené soupeřky                    | výsledek         |
| -- | --------- | --------------------------------------- | ------ | -------------------- | ------------------------------------ | ---------------- |
| 1. | únor 2017 | Rancho Santa Fe, Spojené státy americké | tvrdý  | Caroline Dolehideová | Chiara Schollová Anhelina Kalininová | 6–3, 1–6, [10–7] |
| 2. | únor 2019 | Rancho Santa Fe, Spojené státy americké | tvrdý  | Sophia Whittleová    | Jou Siao-ti Eudice Chongová          | 6–2, 5–7, [10–7] |

## Finále na juniorce Grand Slamu

### Dvouhra juniorek: 1 (1–0)
| Stav    | rok  | turnaj  | povrch | soupeřka ve finále | výsledek |
| ------- | ---- | ------- | ------ | ------------------ | -------- |
| Vítězka | 2016 | US Open | tvrdý  | Viktória Kužmová   | 6–3, 6–2 |

### Čtyřhra juniorek: 1 (0–1)
| Stav       | rok  | turnaj  | povrch | spoluhráčka          | soupeřky ve finále           | výsledek          |
| ---------- | ---- | ------- | ------ | -------------------- | ---------------------------- | ----------------- |
| Finalistka | 2016 | US Open | tvrdý  | Caroline Dolehideová | Jada Hartová Ena Šibaharaová | 6–4, 2–6, [11–13] |